# Helena Andersson
Helena Andersson, född 1969 i Linköping, är en svensk konstnär och keramiker.
Andersson är utbildad vid HDK (1993-1998) i keramisk konst och har sedan dess varit verksam i Göteborg. Anderssons arbete utmärks av både skulpturala verk och konstnärliga bruksföremål som samexisterar utan en tydlig distinktion. Helena Andersson har utfört offentliga utsmyckningar, bland annat för Sveriges Riksdag och Utrikesdepartementet. Andersson finns även representerad på Röhsska Museet.   
Sedan 2019 är Helena Andersson invald i IAC, International Academy of Ceramics.